# Мёршвиль
Мёршвиль (нем. Mörschwil) — коммуна в Швейцарии, в кантоне Санкт-Галлен.
Входит в состав округа Роршах. Население составляет 3396 человек (на 31 декабря 2006 года). Официальный код — 3214.